# Aceite de delfín
Se denomina aceite de delfín a una sustancia de color amarillo limón y de fuerte olor a pescado. 
Se conocen dos clases de aceite de delfín:
- Una que al ser saponificada, produce los ácidos oleico, margárico y focénico o valeriánico.
- Otra de color amarillento y que enfriada gradualmente va depositando primero una materia sólica concretándose o solidificándose toda la masa a -20º.

Se emplea este aceite para los mismos usos que los de los demás cetáceos. 